# Paul Henkes
Paul Henkes (* 21. Juni 1898 in Bonneweg; † 26. Dezember 1984 in Luxemburg) war ein luxemburgischer Schriftsteller und Lyriker. Er unterrichtete an der Lehrernormalschule Deutsch. Henkes schrieb Beiträge für die Literaturzeitschrift Cahiers luxembourgeois.

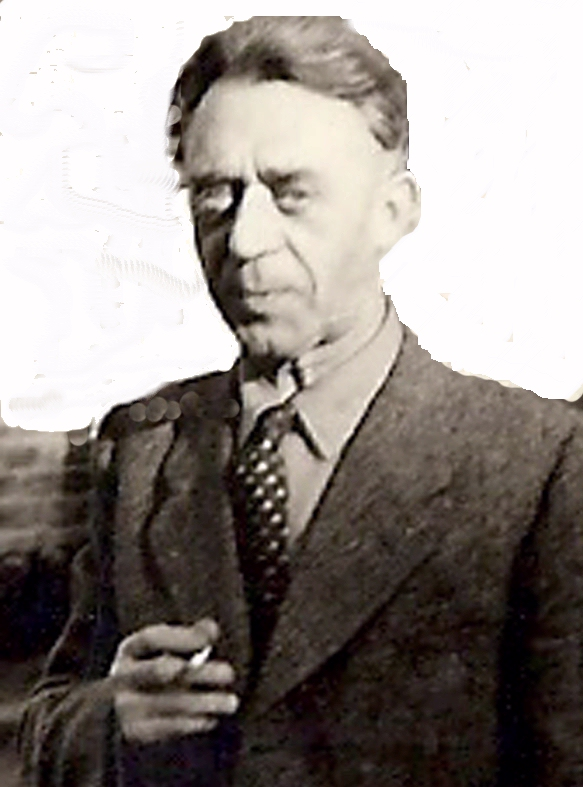
Paul Henkes

## Gedichtsammlung
Die Gedichtsammlung ist unter dem Titel Bernstein erschienen und 2002 neu ediert worden.
- Bernstein. In: Institut grand-ducal, section des Arts et Lettres 2002.

## Werke
- Ölbaum und Schlehdorn. Luxembourg, 1968
- Das Bernsteinhorn. Esch-Alzette: Editions Journées de Mondorf, 1973
- Gitter und Harfe. Luxemburg: Sankt-Paulus-Druckerei, 1977
- Orion. Luxemburg: Sankt-Paulus-Druckerei, 1982
- An der Nebelwand, wo die Zeit verdorrt. Herausgegeben und kommentiert von Fernand Hoffmann (Nos Cahiers, Luxemburger Zeitschrift für Kultur 1987, N°3)